# Dolomedes fuscus
Dolomedes fuscus là một loài nhện trong họ Pisauridae.
Loài này thuộc chi Dolomedes. Dolomedes fuscus được Pelegrin Franganillo-Balboa miêu tả năm 1931.